# Lei Fundamental do Estado da Cidade do Vaticano
A lei fundamental do Estado da Cidade do Vaticano (em italiano:  Legge fondamentale dello Stato della Città del Vaticano) é a lei Maior do Estado da Cidade do Vaticano cujo texto vigorante vem da alteração de 2023.

## História
A Constituição do Vaticano, em formato de Lei Fundamental, foi promulgada em 7 de junho de 1929 e com as alterações feitas em 2001 todas as normas em vigor no Estado da Cidade do Vaticano que não estavam de acordo com a nova redação foram revogadas e o livro original da Lei Fundamental revogada em 2001, que ostenta o Selo do Estado do Vaticano, foi depositado no Arquivo de Leis do Vaticano para preservação e exposição ao público e o texto novo foi publicado no Acta Apostolicae Sedis que é o diário oficial do Vaticano.

## 2000

### Preâmbulo
"Tendo levado em conta a necessidade de dar uma forma sistemática e orgânica para as alterações introduzidas em fases sucessivas na estrutura jurídica do Estado da Cidade do Vaticano e que desejam fazê-lo sempre corresponderem melhor às finalidades institucionais do Estado, que existe como uma garantia adequada da liberdade da Sé Apostólica e como um meio de agrupamento de assegurar a independência real e visível do Sumo Pontífice no exercício da sua missão no mundo, Nós, por nossa própria iniciativa e com determinados conhecimentos, com a plenitude de nossa autoridade soberana, estabelecer e estabelecemos o seguinte, para ser observado como o Direito do Estado".

### Estrutura
O texto atual compõe-se de uma literatura de vinte artigos cujos trabalhos de alteração elaborados por uma Comissão de pessoas versadas em  assuntos jurídicos, presidida pelo Cardeal Castillo Lara, que trabalharam em sua escrita durante quase todo o ano de 2000.